# Einar Naumann
Einar Christian Leonard Naumann, född den 13 augusti 1891 i Hörby församling, Malmöhus län, död den 22 september 1934 i Aneboda församling, Kronobergs län, var en svensk limnolog.
Naumann blev student vid Lunds universitet 1909, filosofie kandidat 1913, filosofie licentiat 1915 och filosofie doktor 1917 på avhandlingen Undersökningar öfver fytoplankton och under den pelagiska regionen försiggående gyttje- och dybildningar inom vissa syd- och mellansvenska urbergsvatten. Han blev biolog vid Södra Sveriges fiskeriförening i Anebodas biologiska laboratoirum 1913, docent i botanik och limnologi i Lund 1917, assistent vid laboratoriet för fysiologisk botanik 1918. Naumann byggde 1927 ut laboratoriet i Aneboda, vilket 1929 ställdes under ledning av Lunds universitet och blev samtidigt professor i limnologi. Han grundade 1922 tillsammans med professor August Thienemann i Kiel internationella limnologföreningen och var en av dess vicepresidenter.
Bland hans skrifter märks en mängd sammanfattningar av forskningsresultat inom regional limnologi i samlingsverket Die Binnengewässer, utgiven från 1925 av Naumann och Thienemann och i Emil Abderhaldens Hanbuch der biologischen Arbeitsmethoden samt i Sötvattnets plankton (1924). Förutom som teoretisk sötvattensforskare medverkade Naumann även i praktisk riktning, dels fiskeribiologiskt med verk som Sötvattnets produktionsbiologi (1918), dels i vattenlednings- och vattenavledningsfrågor, samt fullgjorde expertuppdrag som biologiskt sakkunnig i vattenrättsmål. Naumann medarbetade under signaturen E.N. i Svensk uppslagsbok. Han vilar i en familjegrav på Östra kyrkogården i Lund.
Auktorsnamnet Naumann kan användas för Einar Naumann i samband med ett vetenskapligt namn inom botaniken; se Wikipediaartiklar som länkar till auktorsnamnet.